# La Tiricia, Jalisco
La Tiricia är en ort i Mexiko.   Den ligger i kommunen Tototlán och delstaten Jalisco, i den centrala delen av landet, 400 km väster om huvudstaden Mexico City. La Tiricia ligger 1 537 meter över havet och antalet invånare är 129.
Terrängen runt La Tiricia är platt åt nordost, men åt sydväst är den kuperad. Runt La Tiricia är det ganska tätbefolkat, med 248 invånare per kvadratkilometer. Närmaste större samhälle är Ocotlán, 14,6 km söder om La Tiricia. Trakten runt La Tiricia består till största delen av jordbruksmark.